# 257ers/Diskografie
Diese Diskografie ist eine Übersicht über die musikalischen Werke des deutschen Rap-Duos 257ers. Den Schallplattenauszeichnungen zufolge hat es bisher mehr als 1,1 Million Tonträger verkauft. Seine erfolgreichste Veröffentlichung ist die Single Holz mit mehr als 400.000 verkauften Einheiten.

## Alben

### Studioalben
| Jahr | Titel Musiklabel                          | Höchstplatzierung, Gesamtwochen, AuszeichnungChartplatzierungen (Jahr, Titel, Musiklabel, Platzierungen, Wochen, Auszeichnungen, Anmerkungen) | Höchstplatzierung, Gesamtwochen, AuszeichnungChartplatzierungen (Jahr, Titel, Musiklabel, Platzierungen, Wochen, Auszeichnungen, Anmerkungen) | Höchstplatzierung, Gesamtwochen, AuszeichnungChartplatzierungen (Jahr, Titel, Musiklabel, Platzierungen, Wochen, Auszeichnungen, Anmerkungen) | Anmerkungen                                                                      |
| Jahr | Titel Musiklabel                          | DE | AT | CH | Anmerkungen                                                                      |
| ---- | ----------------------------------------- | --- | --- | --- | -------------------------------------------------------------------------------- |
| 2009 | Hokus Pokus Selfmade Records (Neuauflage) | — | — | — | Erstveröffentlichung: 1. April 2009 Wiederveröffentlichung: 10. Oktober 2014     |
| 2010 | Zwen Selfmade Records (Neuauflage)        | — | — | — | Erstveröffentlichung: 11. November 2010 Wiederveröffentlichung: 10. Oktober 2014 |
| 2012 | HRNSHN Selfmade Records                   | DE6 (3 Wo.)DE | AT24 (1 Wo.)AT | CH60 (1 Wo.)CH | Erstveröffentlichung: 7. September 2012 Verkäufe: + 20.000                       |
| 2014 | Boomshakkalakka Selfmade Records          | DE1 (6 Wo.)DE | AT11 (1 Wo.)AT | CH35 (1 Wo.)CH | Erstveröffentlichung: 26. September 2014                                         |
| 2016 | Mikrokosmos Selfmade Records              | DE1 Gold · (25 Wo.)DE | AT8 (2 Wo.)AT | CH31 (1 Wo.)CH | Erstveröffentlichung: 1. Juli 2016 Verkäufe: + 100.000                           |
| 2019 | Alpaka Selfmade Records                   | DE16 (2 Wo.)DE | AT61 (1 Wo.)AT | — | Erstveröffentlichung: 3. Mai 2019                                                |
| 2019 | Abrakadabra Selfmade Records              | DE19 (1 Wo.)DE | — | — | Erstveröffentlichung: 1. November 2019                                           |
| 2020 | Hömma! Selfmade Records                   | DE20 (1 Wo.)DE | — | — | Erstveröffentlichung: 4. Dezember 2020                                           |
| 2022 | Das Ende vom Anfang Selfmade Records      | — | — | — | Erstveröffentlichung: 8. April 2022                                              |
| 2023 | Masturbation 257ers                       | DE25 (1 Wo.)DE | — | — | Erstveröffentlichung: 15. September 2023                                         |
| 2025 | Freundschaft Plus 257ers                  | DE51 (1 Wo.)DE | — | — | Erstveröffentlichung: 30. Mai 2025                                               |

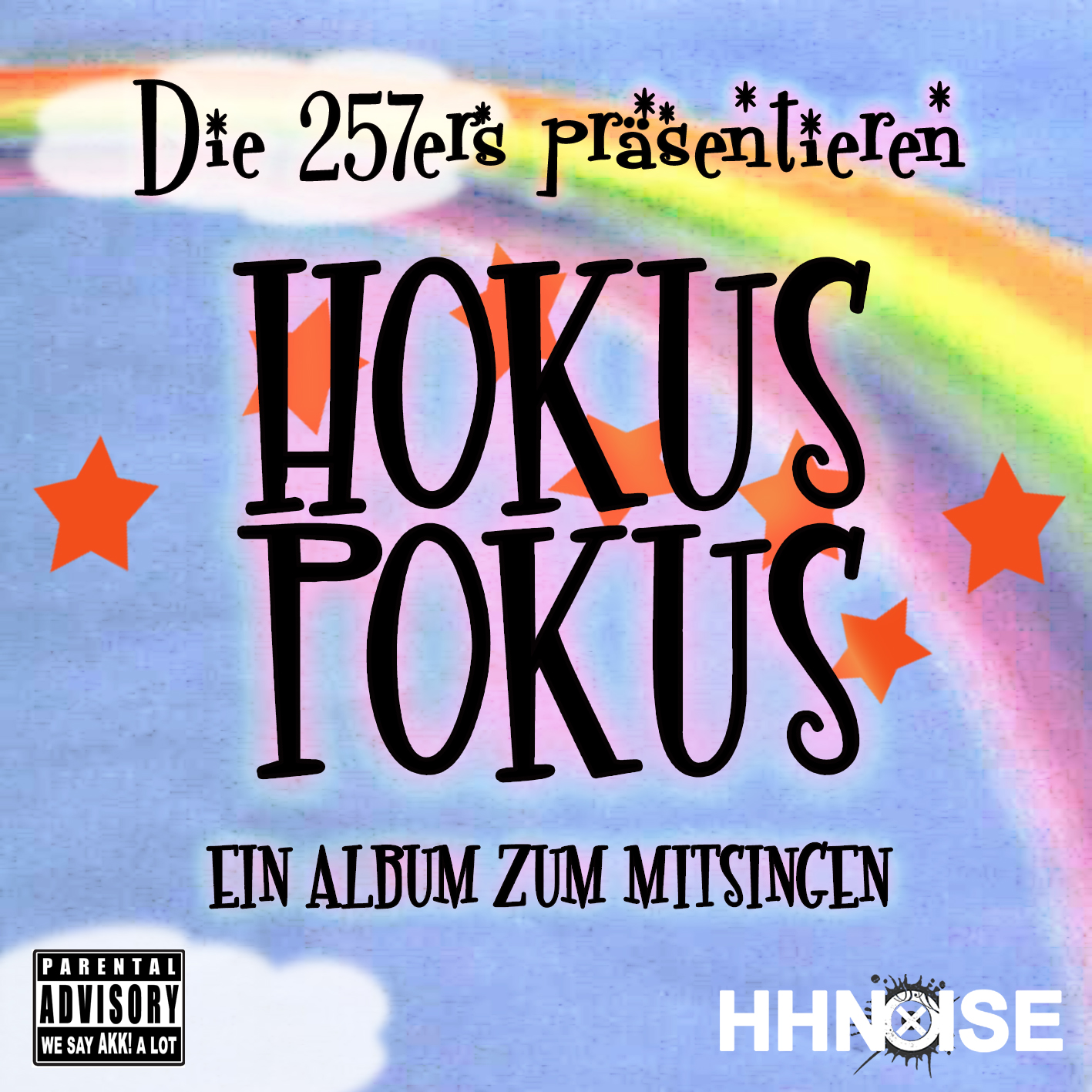
Hokus Pokus
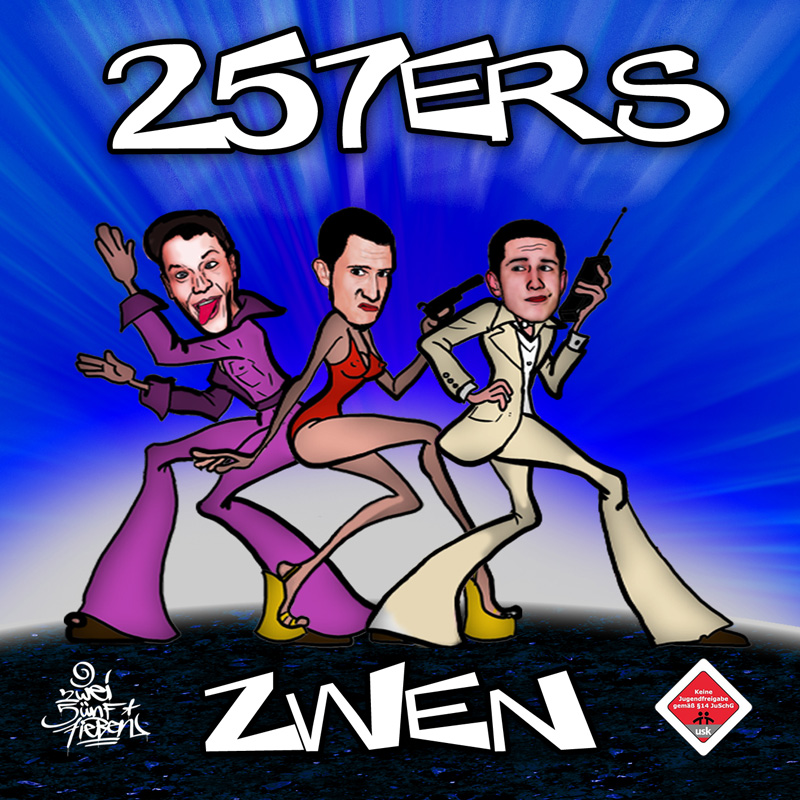
ZWEN
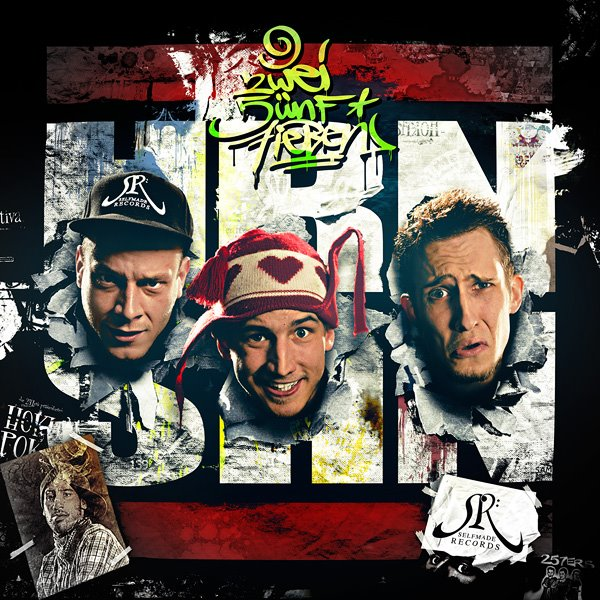
HRNSHN
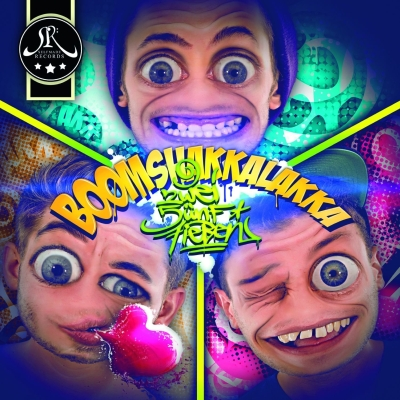
Boomshakkalakka
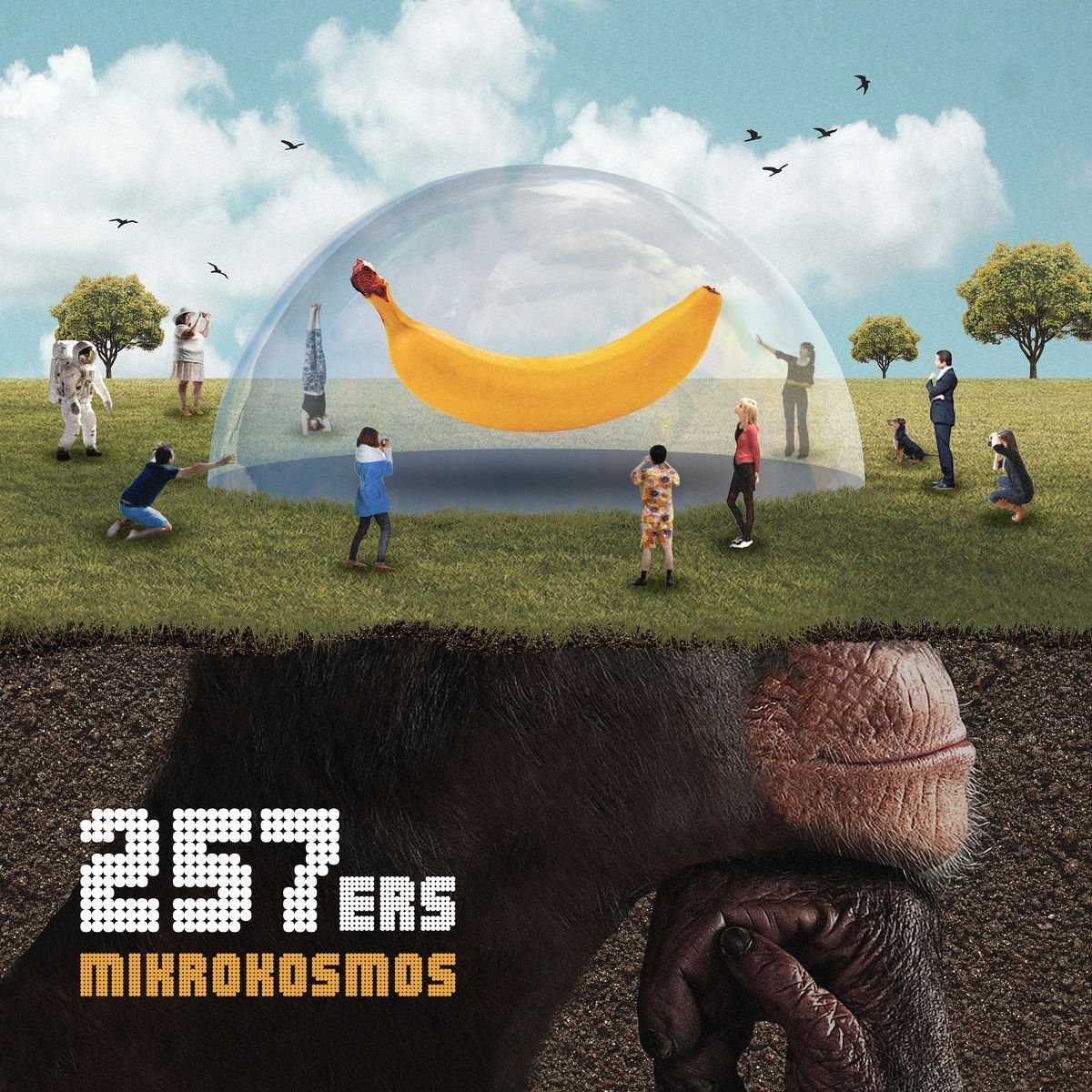
Mikrokosmos

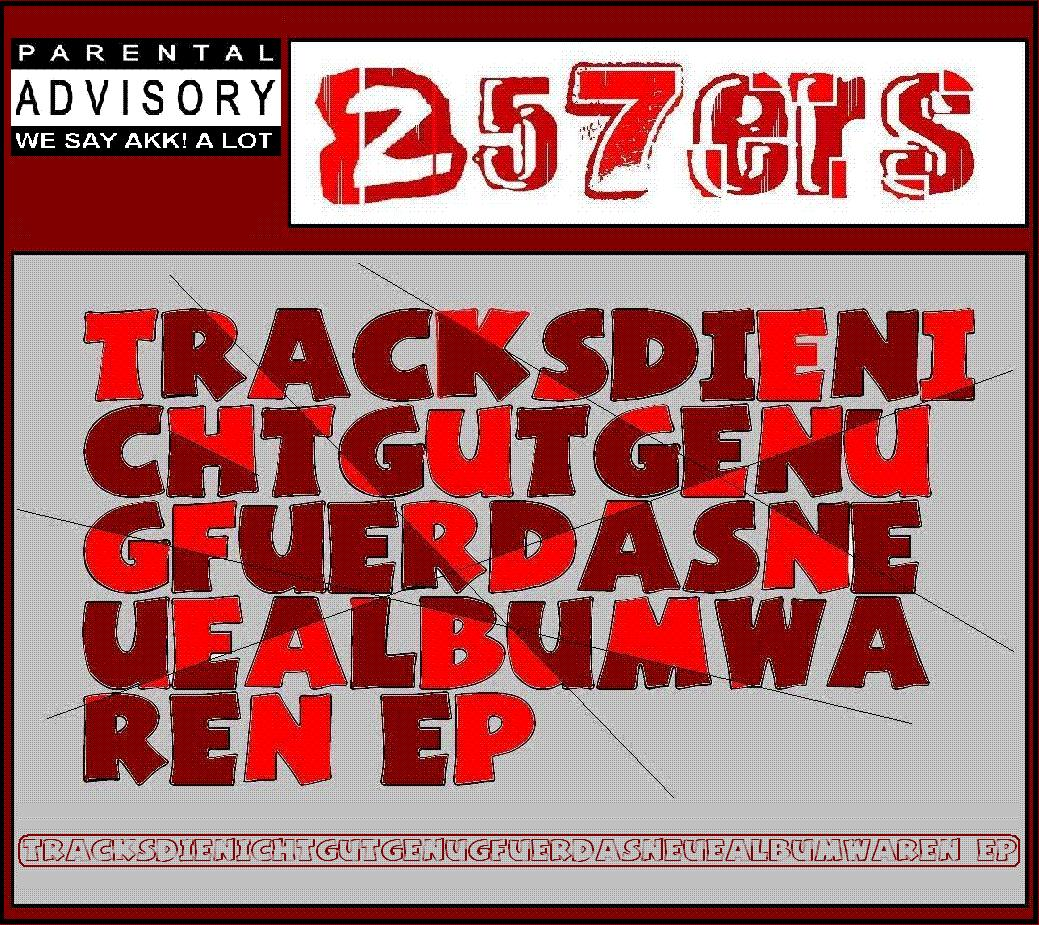
Tracksdienichtgutgenugfürdasneuealbumwaren
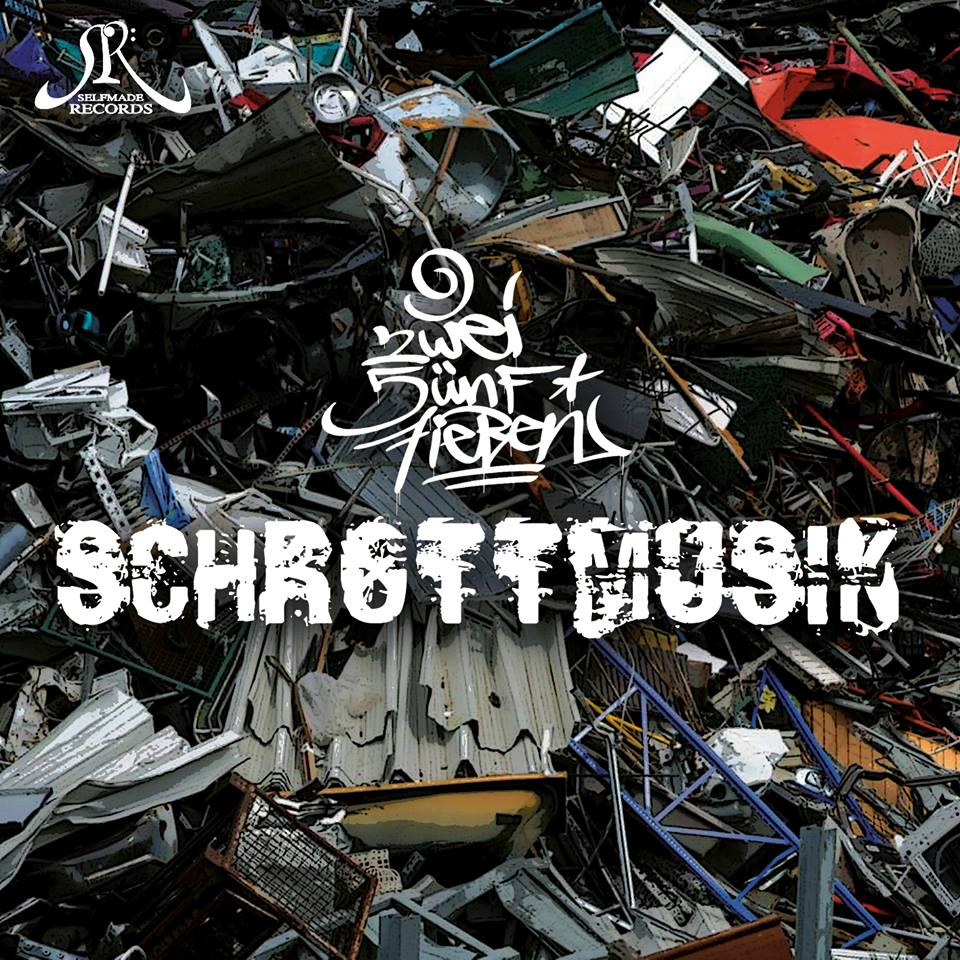
Schrottmusik
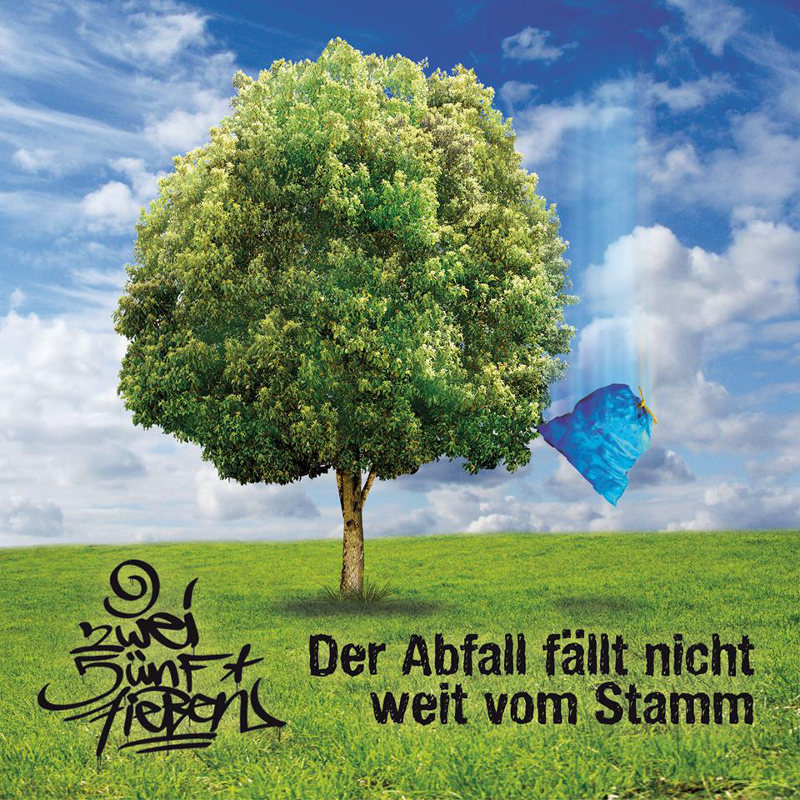
Der Abfall fällt nicht weit vom Stamm
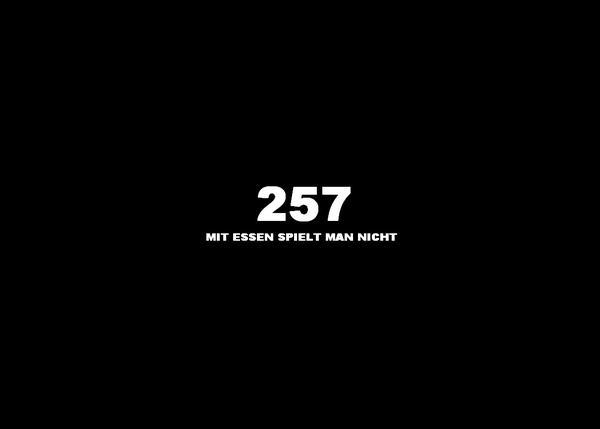
Mit Essen spielt man nicht
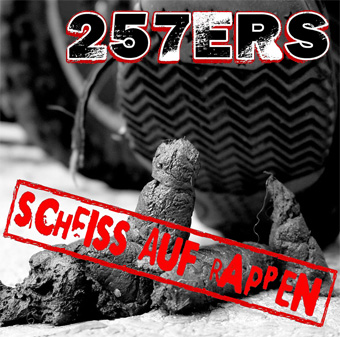
Scheiss auf Rappen

### Mixtapes
| Jahr | Titel Musiklabel                        | Anmerkungen                                               |
| ---- | --------------------------------------- | --------------------------------------------------------- |
| 2007 | Mit Essen spielt man nicht Selbstverlag | Erstveröffentlichung: Juni 2007 kostenloser Download      |
| 2008 | Scheiss auf Rappen Selbstverlag         | Erstveröffentlichung: 24. April 2008 kostenloser Download |

### EPs
| Jahr | Titel Musiklabel                                        | Anmerkungen                                                     |
| ---- | ------------------------------------------------------- | --------------------------------------------------------------- |
| 2009 | Tracksdienichtgutgenugfürdasneuealbumwaren Selbstverlag | Erstveröffentlichung: Januar 2009 kostenloser Download          |
| 2015 | Schrottmusik Selfmade Records                           | Erstveröffentlichung: 22. April 2015 kostenloser Download       |
| 2016 | Der Abfall fällt nicht weit vom Stamm Selfmade Records  | Erstveröffentlichung: 1. Juli 2016 nur im Boxset zu Mikrokosmos |
| 2019 | Gnu Selfmade Records                                    | Erstveröffentlichung: 3. Mai 2019 nur im Boxset zu Alpaka       |

## Singles
| Jahr | Titel Album                                                      | Höchstplatzierung, Gesamtwochen, AuszeichnungChartplatzierungen (Jahr, Titel, Album, Platzierungen, Wochen, Auszeichnungen, Anmerkungen) | Höchstplatzierung, Gesamtwochen, AuszeichnungChartplatzierungen (Jahr, Titel, Album, Platzierungen, Wochen, Auszeichnungen, Anmerkungen) | Höchstplatzierung, Gesamtwochen, AuszeichnungChartplatzierungen (Jahr, Titel, Album, Platzierungen, Wochen, Auszeichnungen, Anmerkungen) | Anmerkungen                                                            |
| Jahr | Titel Album                                                      | DE | AT | CH | Anmerkungen                                                            |
| --- | ---------------------------------------------------------------- | --- | --- | --- | ---------------------------------------------------------------------- |
| 2012 | Auseinanda HRNSHN                                                | — | — | — | Erstveröffentlichung: 16. Juli 2012                                    |
| 2012 | Scheißegal HRNSHN                                                | — | — | — | Erstveröffentlichung: 5. August 2012                                   |
| 2012 | Über alle Berge HRNSHN                                           | — | — | — | Erstveröffentlichung: 20. August 2012 feat. Alligatoah                 |
| 2014 | Warum Boomshakkalakka                                            | DE80 (10 Wo.)DE | — | — | Erstveröffentlichung: 10. Juli 2014                                    |
| 2014 | Panic Boomshakkalakka                                            | — | — | — | Erstveröffentlichung: 7. August 2014                                   |
| 2014 | Baby du riechst Boomshakkalakka                                  | DE14 Gold · (7 Wo.)DE | AT74 (1 Wo.)AT | — | Erstveröffentlichung: 30. August 2014 Verkäufe: + 200.000              |
| 2014 | Vergleiche a la Boss Boomshakkalakka                             | — | — | — | Erstveröffentlichung: 12. September 2014                               |
| 2016 | Holland Mikrokosmos                                              | DE18 Gold · (25 Wo.)DE | — | — | Erstveröffentlichung: 16. Juni 2016 Verkäufe: + 200.000                |
| 2016 | Holz Mikrokosmos                                                 | DE7 Platin · (32 Wo.)DE | AT9 (23 Wo.)AT | — | Erstveröffentlichung: 1. Juli 2016 Verkäufe: + 400.000                 |
| 2016 | Hulapalu (Unplugged) MTV Unplugged                               | — | — | — | Erstveröffentlichung: 21. Oktober 2016 Andreas Gabalier mit den 257ers |
| 2017 | Früher war besser Mikrokosmos                                    | — | — | — | Erstveröffentlichung: 10. Februar 2017                                 |
| 2018 | Ti Amo –                                                         | — | — | — | Erstveröffentlichung: 26. Juni 2018                                    |
| 2018 | Ja Sichael! Alpaka                                               | — | — | — | Erstveröffentlichung: 26. Oktober 2018                                 |
| 2018 | Baggamuffin Alpaka                                               | — | — | — | Erstveröffentlichung: 30. November 2018                                |
| 2019 | AKK & Feel It Alpaka                                             | — | — | — | Erstveröffentlichung: 17. Januar 2019 feat. Captain Jack               |
| 2019 | Gravitacion Alpaka                                               | — | — | — | Erstveröffentlichung: 26. April 2019                                   |
| 2019 | Abrakadabra                                                      | — | — | — | Erstveröffentlichung: 25. Juli 2019                                    |
| 2019 | Sexdisko Abrakadabra                                             | — | — | — | Erstveröffentlichung: 29. August 2019                                  |
| 2019 | 257 ist der Boss 2019 Abrakadabra                                | — | — | — | Erstveröffentlichung: 4. Oktober 2019                                  |
| 2020 | Roboterpferd Hömma!                                              | — | — | — | Erstveröffentlichung: 10. Juli 2020                                    |
| 2020 | IKEA Hömma!                                                      | — | — | — | Erstveröffentlichung: 14. August 2020                                  |
| 2020 | Zuhause Hömma!                                                   | — | — | — | Erstveröffentlichung: 16. Oktober 2020                                 |
| 2020 | Vom Saufen kriegt man Durst Hömma!                               | — | — | — | Erstveröffentlichung: 20. November 2020                                |
| 2021 | Allerbester Das Ende vom Anfang                                  | — | — | — | Erstveröffentlichung: 22. Oktober 2021                                 |
| 2022 | Eichhörnchenschweif Das Ende vom Anfang                          | — | — | — | Erstveröffentlichung: 7. Januar 2022                                   |
| 2022 | Alarm Das Ende vom Anfang                                        | — | — | — | Erstveröffentlichung: 4. Februar 2022                                  |
| 2022 | Scheiße baut sich nicht von alleine Ein gutes schlechtes Vorbild | DE52 (9 Wo.)DE | — | — | Erstveröffentlichung: 1. April 2022 SDP feat. 257ers                   |
| 2022 | Muschis Gracias –                                                | — | — | — | Erstveröffentlichung: 26. Mai 2022 mit Ikke Hüftgold                   |
| 2022 | Zusammen –                                                       | — | — | — | Erstveröffentlichung: 17. Juni 2022                                    |
| 2023 | Fick dich Masturbation                                           | — | — | — | Erstveröffentlichung: 3. März 2023                                     |
| 2023 | Ich will Meer Masturbation                                       | — | — | — | Erstveröffentlichung: 14. April 2023                                   |
| 2024 | Wie dumm Freundschaft Plus                                       | — | — | — | Erstveröffentlichung: 27. September 2024 mit Raum27                    |
| 2024 | Krieg im Paradies Freundschaft Plus                              | — | — | — | Erstveröffentlichung: 8. November 2024 mit GReeeN                      |
| 2025 | Rot Weiss Freundschaft Plus                                      | — | — | — | Erstveröffentlichung: 21. Februar 2025 mit The Butcher Sisters         |
| Folgende Lieder erschienen nicht als Single, wurden aber durch das Album zum Download und Streaming bereitgestellt und konnten somit eine Platzierung erlangen: |                                                                  | | | |                                                                        |
| |                                                                  | | | |                                                                        |
| 2014 | Irgendwo in Vegas Boomshakkalakka                                | DE65 Gold · (2 Wo.)DE | — | — | Charteinstieg: 10. Oktober 2014 Verkäufe: + 200.000; feat. Alligatoah  |

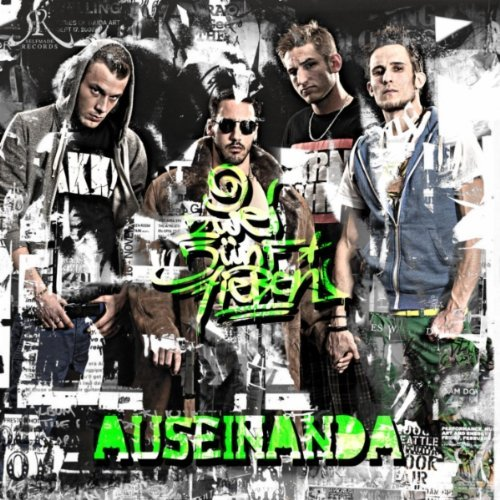
Auseinanda
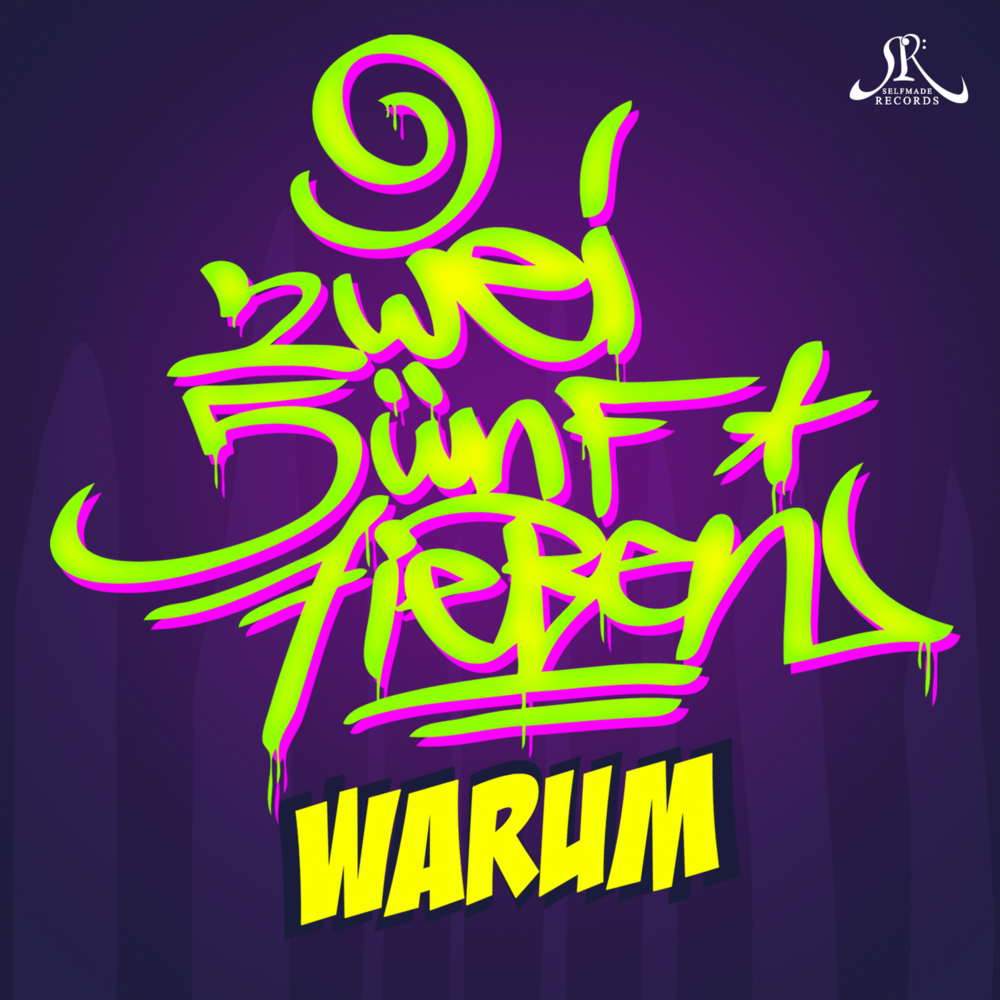
Warum
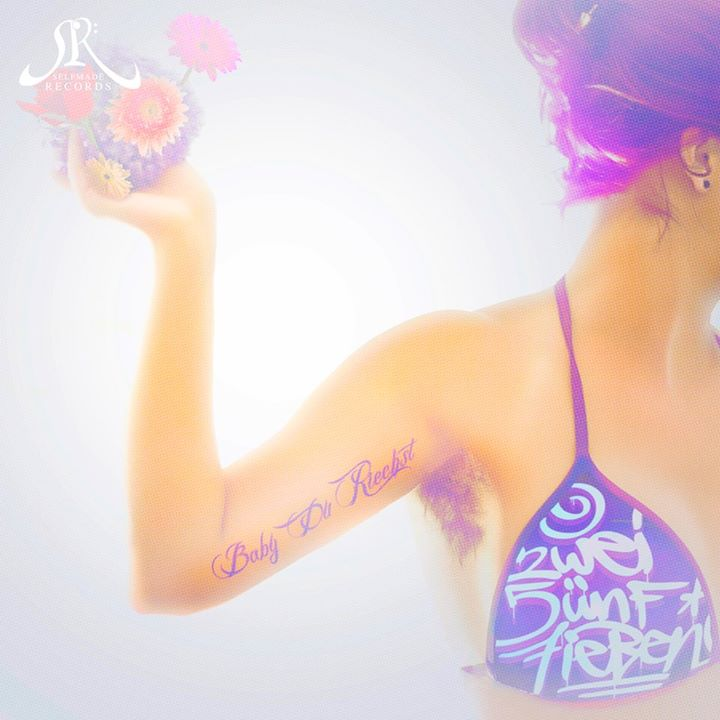
Baby du riechst

## Statistik

### Chartauswertung
|                     | DE    | AT    | CH    |
| ------------------- | ----- | ----- | ----- |
| Nummer-eins-Alben   | DE2DE | AT—AT | CH1CH |
| Top-10-Alben        | DE3DE | AT1AT | CH3CH |
| Alben in den Charts | DE8DE | AT4AT | CH3CH |

|                       | DE    | AT    | CH    |
| --------------------- | ----- | ----- | ----- |
| Nummer-eins-Singles   | DE—DE | AT—AT | CH—CH |
| Top-10-Singles        | DE1DE | AT1AT | CH—CH |
| Singles in den Charts | DE6DE | AT2AT | CH—CH |

### Auszeichnungen für Musikverkäufe
| Silberne Schallplatte - Europa (Impala) - 2014: für das Album HRNSHN |

Anmerkung: Auszeichnungen in Ländern aus den Charttabellen bzw. Chartboxen sind in ebendiesen zu finden.
| Land/RegionAuszeichnungen für Musikverkäufe (Land/Region, Auszeichnungen, Verkäufe, Quellen) | Silber  | Gold     | Platin  | Verkäufe  | Quellen           |
| -------------------------------------------------------------------------------------------- | ------- | -------- | ------- | --------- | ----------------- |
| Deutschland (BVMI)                                                                           | —       | 4× Gold4 | Platin1 | 1.100.000 | musikindustrie.de |
| Europa (Impala)                                                                              | Silber1 | —        | —       | 20.000    | Einzelnachweise   |
| Insgesamt                                                                                    | Silber1 | 4× Gold4 | Platin1 |           |                   |